# Perigeu

Esquema de l'òrbita d'un cos al voltant de la Terra, on s'observa el perigeu i l'apogeu.

El perigeu és el punt de l'òrbita el·líptica d'un objecte (natural o artificial) al voltant de la Terra, en què aquest es troba a la mínima distància d'esta. És el punt de l'òrbita d'un satèl·lit en què aquest cos està més a prop del cos al voltant del qual orbita, o sigui, el punt en què la Lluna i la Terra estan més a prop. Els perigeus i els apogeus (el fenomen contrari) se succeeixen en cada òrbita lunar pel fet que la Lluna descriu una el·lipse (i no un cercle) al voltant de la Terra. Això provoca que la Lluna de perigeu (o lluna plena de perigeu) es vegi més grossa i més brillant que la resta de nits de lluna plena (de fet, la diferència és pràcticament inapreciable a ull nu, però hi és), i per això de vegades de la Lluna de perigeu se'n diu popularment superlluna.